# Umbrina cirrosa
El verrugato, corvallo o maigre (Umbrina cirrosa) es una especie de pez perciforme de la familia Sciaenidae.

## Distribución y hábitat
Común en el mar Mediterráneo y en aguas italianas, presente hasta el mar Negro y el océano Atlántico desde el golfo de Vizcaya por Macaronesia hasta Senegal. Penetra en el mar Rojo atravesando el canal de Suez.
Este es un pez de fondos barrosos, en su mayoría de arena, profundidades pequeña a muy pequeña, cerca de las playas. Penetra a menudo en las bocas de los ríos y lagunas.

## Descripción
Esta especie tiene la forma plana del estómago y la espalda arqueada. La aleta dorsal es doble: una más alta y triangular, otra segunda más larga. La aleta anal es corta y de forma triangular, la ventral y la pectoral son bastante desarrolladas y la aleta caudal termina trunca. La cabeza es masiva, la boca muy pequeña, con sobresaliente labio superior y una característica, barbos corto debajo de la barbilla.
Puede alcanzar, excepcionalmente, un peso de 12 kg y 1 m de longitud.